# Choryňský mokřad
Choryňský mokřad je přírodní rezervace severně od obce Choryně v okrese Vsetín. Důvodem ochrany je zachování přírodních hodnot mokřadního ekosystému výjimečného ve středním Pobečví, který vznikl až po roce 1953 prosakováním vody z Velkého Choryňského rybníka. Jedná se o regionálně významné refugium mokřadních společenstev s přítomností zvláště chráněných druhů fauny a flóry. Lokalita se nachází v nadmořské výšce 275 metrů a zahrnuje několik uměle vyhloubených tůní.

## Flora a fauna
Výčet dřevin a bylin zahrnuje např. vrbu popelavou (Salix cinerea), vrbu jívu (Salix caprea), olši lepkavou (Alnus glutinosa), břízu bělokorou (Betula pendula), dub letní (Quercus robur), hloh obecný (Crataegus laevigata), svídu krvavou (Cornus sanguinea), leknín bělostný (Nymphaea candida), prstnatec májový (Dactylorhiza majalis), kapradiník bažinný (Thelypteris palustris), žebratku bahenní (Hottonia palustris) a žluťuchu lesklou (Thalictrum lucidum).
Mezi místní zástupce obojživelníků patří rosnička zelená (Hyla arborea), kuňka žlutobřichá (Bombina variegata), skokan hnědý (Bombina variegata) a čolek obecný (Lissotriton vulgaris), z plazů užovka obojková (Natrix natrix). Z ptactva se zde vyskytují nebo hnízdí volavky, lysky, chřástal vodní (Rallus aquaticus) a dravec moták pochop (Circus aeruginosus). Z hmyzu zde byl zaznamenán zejména výskyt třiceti druhů vážek.

## Galerie

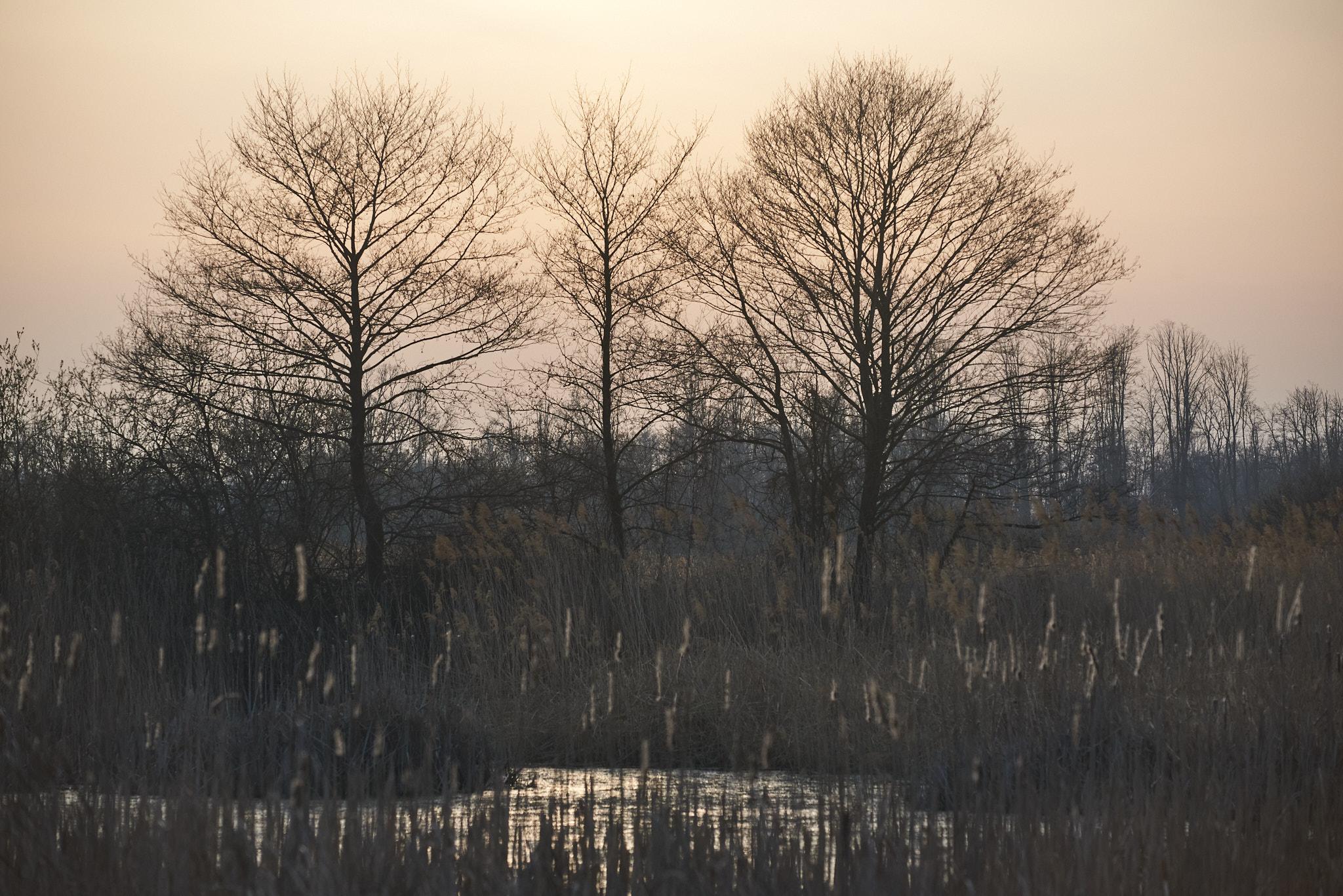
Choryňský mokřad v březnu
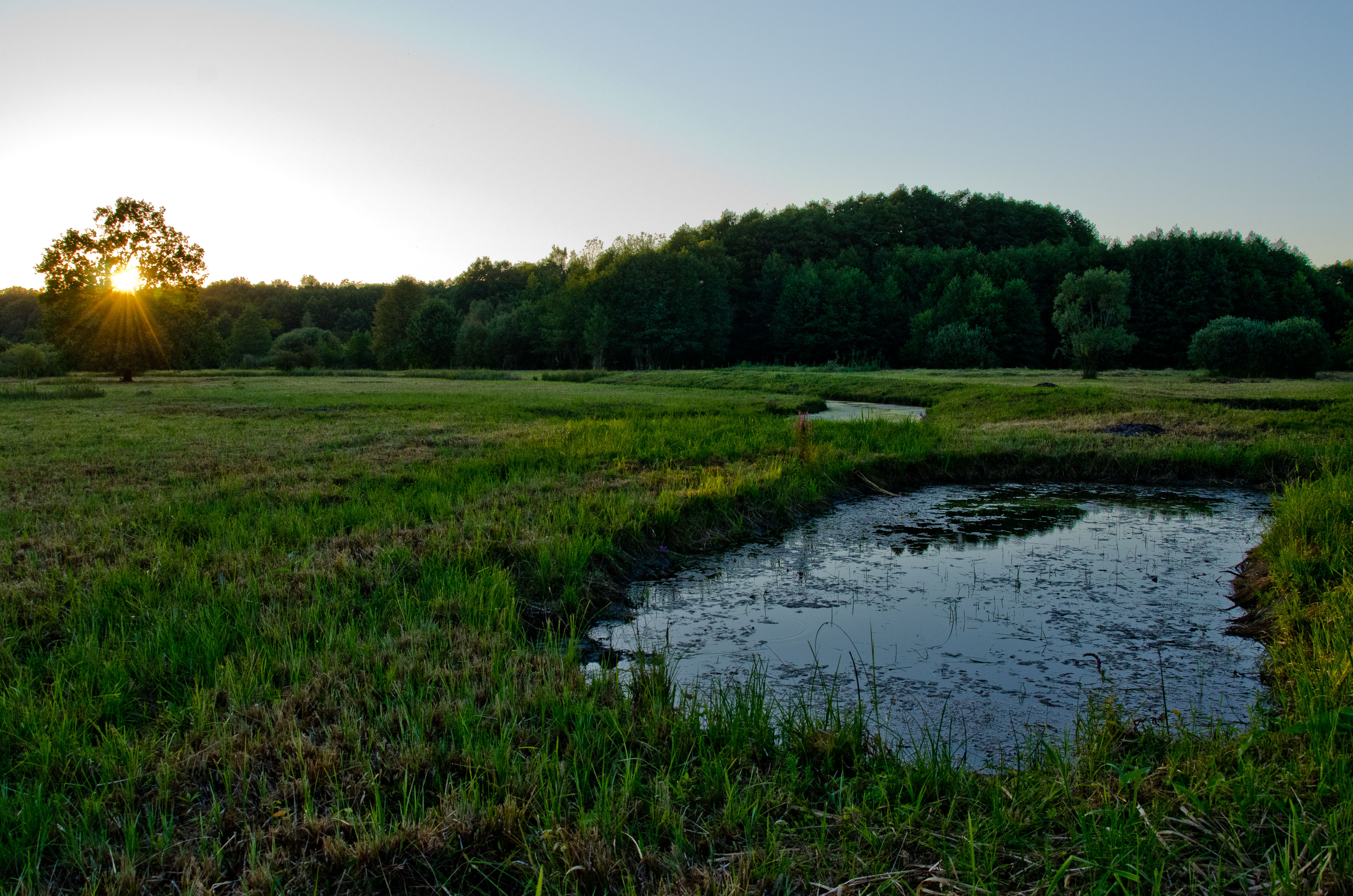
Choryňský mokřad v srpnu
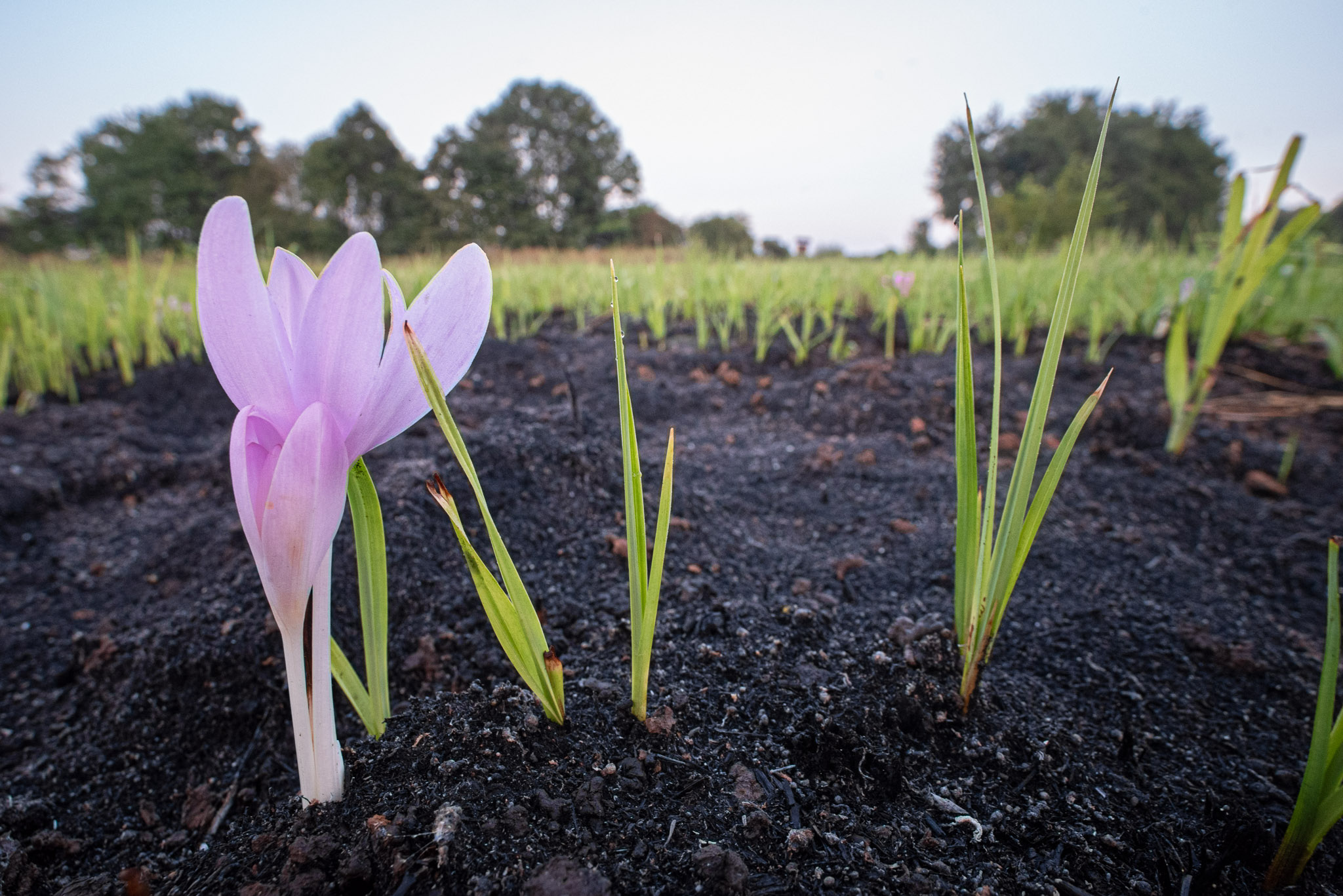
Choryňský mokřad v září